# تقدمي باستثناء فلسطين
«تقدمي باستثناء فلسطين» تعبيرٌ توصَف به المنظماتُ أو الأشخاصُ التي ترى نفسَها تقدميةً أو تحرُّرية أو، في السياق الغربي والأمريكي بالخصوص، ذاتَ ميولٍ يسارية، دون أن يكون لأهل فلسطين ولقضيتهم نصيبٌ من تَقَدُّمِيَّتِهم. يرى أنصار الفلسطينيين أن أصحاب هذا الموقف يَكيلون بمكيالين وأنهم يعبرون عن عدائهم للفلسطينيين، في حين يرى منتقدو هذا التعبير أنه تشويه لليسار المؤيد لإسرائيل.
يرى باحثون أن هذه الظاهرة ليست حديثة، ومن أبرز الأمثلة على ذلك انتقاد إدورد سعيد لجان بول سارتر بشأن الآراء التقدمية مع افتقاره للتعاطف مع فلسطين.

## اقرأ أيضا
- معاداة الفلسطينيين